# Взоров, Владимир Иванович
Владимир Иванович Взоров (1888—1969) — русский, советский театральный художник, художник-акварелист, педагог.

## Биография
Памятник Борцам революции, открытый в Орехово-Зуеве в 1923 году, стал символом города на Клязьме. Автором проекта был талантливый художник А. Н. Шапошников, а скульптурную композицию выполнил  выпускник Строгановского Центрального художественно-промышленного училища В. И. Взоров. Памятник был установлен в Орехово-Зуево во Дворце стачки 19 января 1923 года.
Владимир Иванович Взоров родился в 1888 году в местечке Никольском. Его отец был смотрителем лесов Саввы Морозова, а мать — дочерью священника, приход которого и дом находились в сельце Житенино около деревни Большая Дубна. Взоров закончил  Никольское начальное училище при фабриках Товарищества Никольской мануфактуры «Саввы Морозова Сын и К°»  (сейчас школа  №3 г. Орехово-Зуево).
Затем закончил Строгановское Центральное художественно-промышленное училище в Москве. После окончания в числе двенадцати лучших выпускников был направлен на стажировку в Италию.
После возвращения из Венеции В. И. Взорова мобилизуют в действующую армию и направляют на Западный фронт. Участие в Первой мировой войне для России завершается революцией. Владимир Иванович был снова мобилизован, но уже в качестве уполномоченного чрезвычайной комиссии по снабжению Красной армии.
Взоров сделал большой вклад в развитие Рабочего театра в Орехово-Зуеве как художник-оформитель (декоратор) спектаклей.
В 30-е и 40-е годы XX века вместе с другими местными художниками он занимается живописью, участвует в выставках. 
С 1935 по 1937 годы преподаёт в изостудии Дворца Культуры Текстильщиков под руководством  русского (советского) художника Фёдора Николаевича Мюллера  (родного брата известного театрального художника, авангардиста, профессора ГИТИС Владимира Николаевича Мюллера).
Во время Великой Отечественной войны художник продолжал работать. Газета "Орехово-Зуевская правда" от 4 апреля 1944 года пишет об орехово-зуевских художниках, которые показали свои работы на выставке в Московском областном музее краеведения: «Из орехово-зуевских художников в выставке участвуют тт. Шапошников, Угольков, Взоров, Леонов, Облонский. Некоторые картины наших художников музей решил приобрести в собственность. Есть на них спрос и со стороны отдельных посетителей выставки».
В 1947 году Владимир Иванович Взоров  принят в члены только что организованного Московского областного Союза художников (в последующем член союза художников СССР). Он стоял у  истоков создания Орехово-Зуевской художественной мастерской.
В начале 50-х годов возглавил Орехово-Зуевский филиал творческой организации «Мособлхудожник» и начал педагогическую деятельность, как продолжатель художественной школы Фёдора Мюллера, в качестве руководителя студии изобразительного искусства, в изостудии Дворца Культуры Текстильщиков на Крутом.
Десятки выпускников Владимира Ивановича Взорова поступили затем в художественные училища и институты страны; имена Владимира Волгина, Владимира Безрукова, Альберта Рымина, Евгения Оспенникова, Олега Комракова известны многим любителям художественного творчества не только в Орехово-Зуево.

## Художественный стиль
Социалистический реализм, акварель, шарж

## Некоторые художественные работы
- "Борцам революции", памятник, 1922 (в соавт. с Шапошниковым);
- "В. А. Барышникову", памятник, 1923 (в соавт. с Шапошниковым);
- Картина «Сумерки», 1941;
- Картина «Баржи»;
- Картина-этюд «На кухне»;
- Портрет жены художника В. Взорова;
- Картина  «Портрет Зуева»;
- Картина «Портрет Рясина»;
- Оформление спектаклей (в соавт. с Шапошниковым) "Аскольдова могила", "Царская невеста", "Евгений Онегин", "Русалка", "Демон" в "Зимнем театре" города Орехово-Зуево.